# Civiltà eterna di Dyson

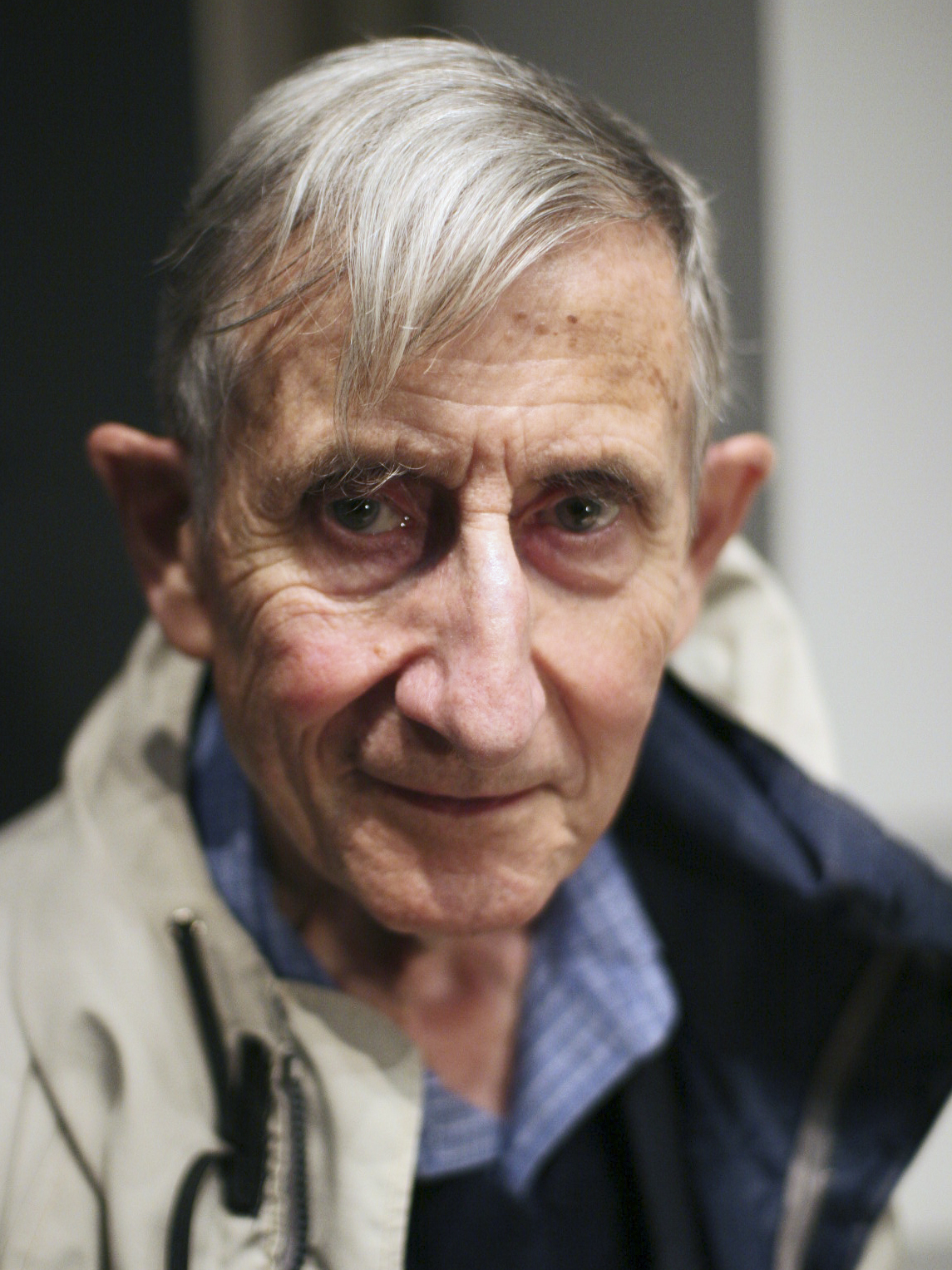
Freeman Dyson

La civiltà eterna di Dyson è un concetto per il quale gli esseri intelligenti sarebbero in grado di pensare ad un numero infinito di pensieri in un universo aperto.

## Descrizione dell'ipotesi di Dyson
Nel 1979, Freeman Dyson espose in un articolo scientifico e in un libro di divulgazione l'idea riguardante il principio antropico, nel quale affermava che, in un universo aperto, un gruppo di esseri intelligenti, a causa della morte termica, avrebbe il proprio tempo soggettivo estremamente rallentato: quelli che sono eoni di tempo da un punto di vista umano per loro diverranno pari a tempi sempre più piccoli (un anno, un mese, un giorno, un secondo...). Il tempo soggettivo corrisponde quindi a un tempo molto più corto del tempo oggettivo (1000 anni dell'universo diventano 1 secondo dell'uomo).
Questo sarebbe dovuto al fatto che, in un universo sempre più freddo, l'unico modo che questi esseri avrebbero di sopravvivere è di raccogliere minuscole quantità di energia da spazi sempre più vasti, energia che va perciò usata con estrema parsimonia. Tali esseri sarebbero dunque costretti a periodi di ibernazione sempre più lunghi, periodi che distorcerebbero la loro percezione del trascorrere del tempo.
Tuttavia, la loro civiltà avrebbe comunque una quantità infinita di tempo soggettivo ed effettivo davanti a sé a causa della natura eterna di un universo aperto e della legge di conservazione dell'energia che impedisce all'energia di "sparire" dall'universo; anche negli scenari di morte termica o Big Rip infatti permarrebbero perlomeno i fotoni e i leptoni, oltre all'energia oscura.

## Scenari alternativi

### Frank Tipler
Lo scenario opposto, in cui il ritmo vitale di un ipotetico essere intelligente che si estendesse nello spazio fino a comprendere l'intero universo o comunque una parte consistente di esso (una sorta di "supercervello") diviene sempre più frenetico, fu analizzato precedentemente dal fisico Frank Tipler nella sua Teoria del Punto Omega.
Una civiltà avanzatissima in grado di ottenere la dilatazione del tempo (come avviene nel paradosso dei gemelli della teoria della relatività), potrebbe invece crearsi una propria bolla di spaziotempo o accedere un wormhole, e quindi sopravvivere per sempre in un universo parallelo, la cui esistenza nel normale scorrere del tempo equivale magari a pochi secondi (quindi un tempo accelerato), non giungendo quindi mai al momento della morte termica (Big Freeze) o della disgregazione dell'universo (Big Rip). 
Lo scenario potrebbe anche risultare simile alla civiltà eterna di Dyson, pur ottenuto in maniera opposta (tempo soggettivo lungo, tempo oggettivo corto che non rallenta ma scorre normale; 1 secondo dell'universo originario diventa 1000 anni dell'uomo), ad esempio usando l'enorme energia di un possibile Big Crunch, del Big Bounce (in attesa della nuova espansione sopravvivere all'interno di detta "bolla") o del collasso dei buchi neri; oppure i due universi sarebbero completamente indipendenti.

### Lawrence Krauss
Secondo i calcoli di Lawrence Krauss la civiltà eterna come prospettata da Dyson non può durare per sempre a causa della costante cosmologica (come l'energia oscura o energia del vuoto) e l'unico modo per realizzarla è cercare un universo parallelo all'interno di un multiverso o, appunto, creare un baby-universo abitabile, manipolando lo spaziotempo grazie alla stessa tecnologia avanzata che avrebbe permesso agli esseri intelligenti di Dyson di sopravvivere alla morte termica.

## Letteratura
In campo letterario, lo scrittore di fantascienza Isaac Asimov ha scritto un racconto, L'ultima domanda, che finisce per tratteggiare uno scenario simile alla speculazione di Tipler (il super-cervello che riesce a controllare l'universo).